# Wildpark-West
Der Gemeindeteil Wildpark-West bis 1928 als Gallin (niedersorbisch Gólin) bezeichnet, gehört zum Ortsteil Geltow der Gemeinde Schwielowsee im Landkreis Potsdam-Mittelmark.

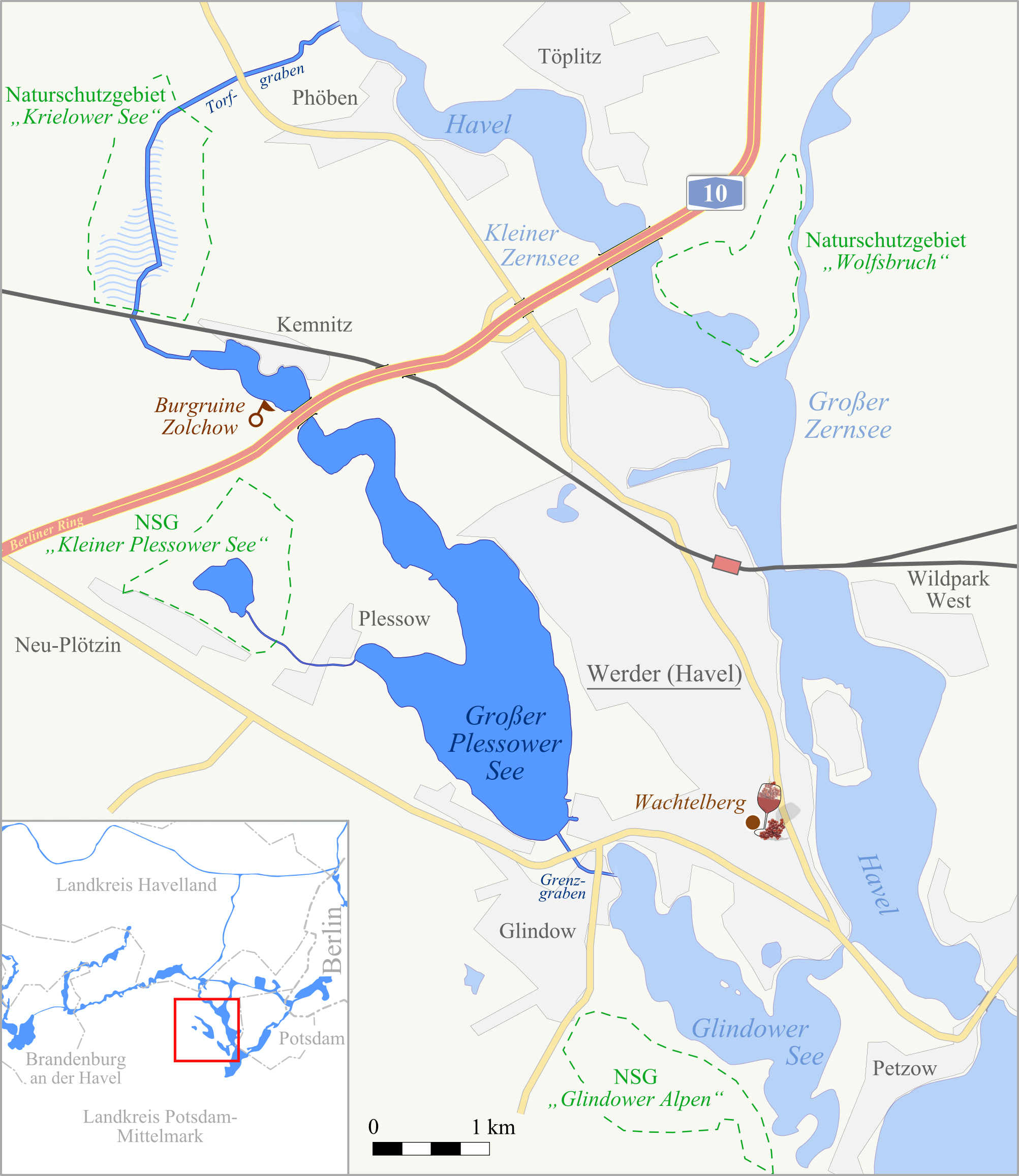
Wildpark-West auf einer Karte der Umgebung von Werder/Havel am rechten Kartenrand

## Lage
Wildpark-West liegt im Wald am Havelufer gegenüber der Inselstadt Werder. 

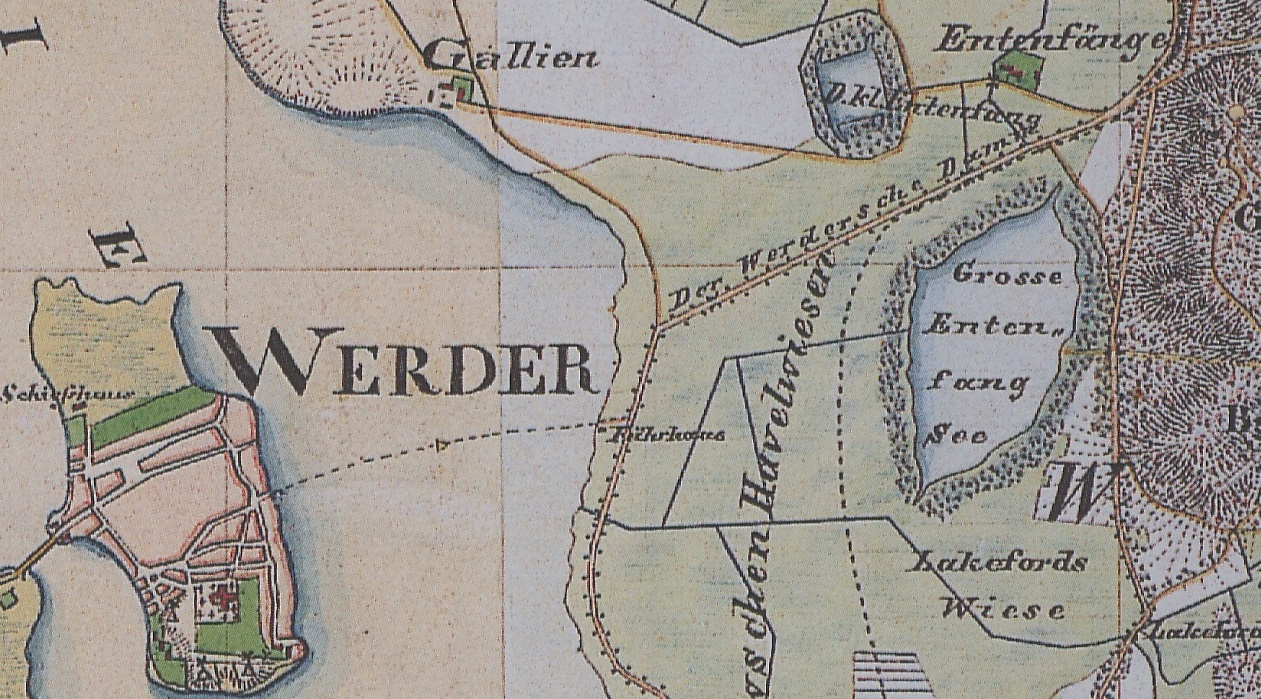
Gallin und Entenfang auf dem Urmesstischblatt 3643 Werder (Havel) von 1839

## Geschichte
1339 wurde die Wiese Golyn in einem Gerichtsdokument das erste Mal namentlich erwähnt. Mit der Geschichte der Wiese Gallin können auch etwa 700 Jahre Geschichte des Havellandes betrachtet werden.
Der Gallin war Teil des Lehens der Grundherren von Gelt, auch Geltt oder Geltow. Er wurde bereits 1242 als Rastplatz dem Kloster Lehnin ausgeliehen. In diesem ältesten Dokument von 1242 wird die Wiese zwar nicht mit Namen genannt, aber der Grundherr von Gelt, ein Ritter namens Baldevinus Trest, durfte mit Bestätigung der Markgrafen Johann I. und Otto III. vier Hufen (30 ha) seines Lehnsgebietes zum Seelenheil seiner Gattin an das Kloster Lehnin ausleihen. Im Regest, in der Kurzfassung des Textes findet sich das lateinische Wort contulit mit der Bedeutung verleihen, also es wurde weder verschenkt noch ins Eigentum übergeben. Die im 14. und 15. Jahrhundert dokumentierten Gerichts- und Schlichtungsverfahren zeigen, dass es sich bereits 1242 um die Wiese Golyn handelte.
1317 schenkte Markgraf Waldemar dem Kloster Lehnin die Insel Werder. Seither ließ das Kloster auch die der Insel gegenüberliegende Wiese Golyn von ihren werderschen Untertanen landwirtschaftlich nutzen. Diese Nutzung durch das Kloster war den Grundherren von Gelt nicht recht und sie machten dem Kloster das Nutzungsrecht streitig. Das erste Gerichtsdokument zu diesem Streit wurde am 8. November 1339 in der Landstadt Nauen verfasst. Die Grundherren von Gelt, Henning von Gelt, Koppekinus und Kilian von der Gröben und ihre Verwandten aus Spandau mussten allerdings dem Kloster Lehnin die Wiese Golyn überlassen. Während der nächsten 225 Jahre beanspruchte das Kloster Lehnin den Gallin für sich als Eigentum. Aber die Grundherren von Gelt kämpften noch bis 1474 erbittert um diesen Flecken Erde.

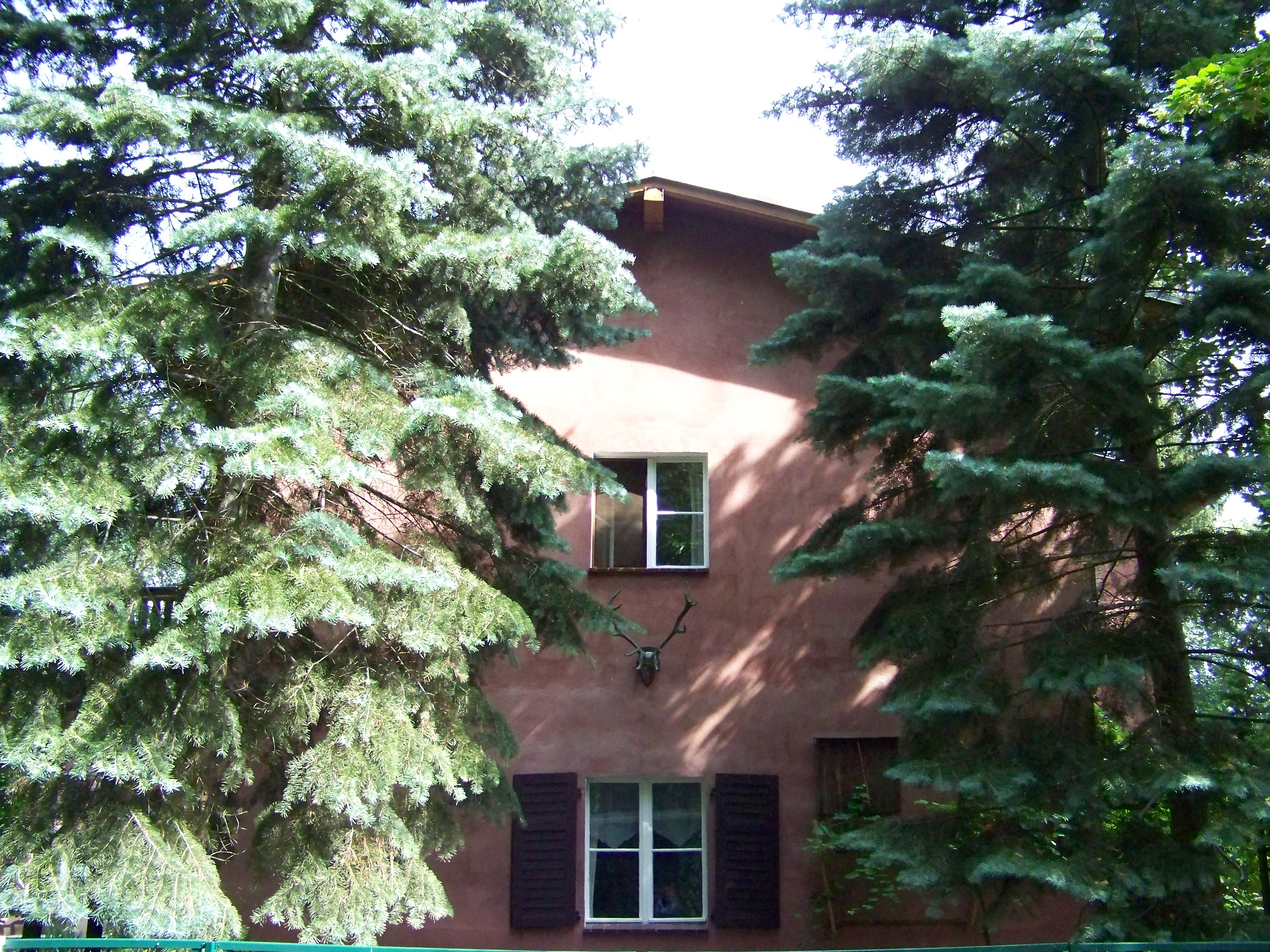
Entenfängerhaus von 1841

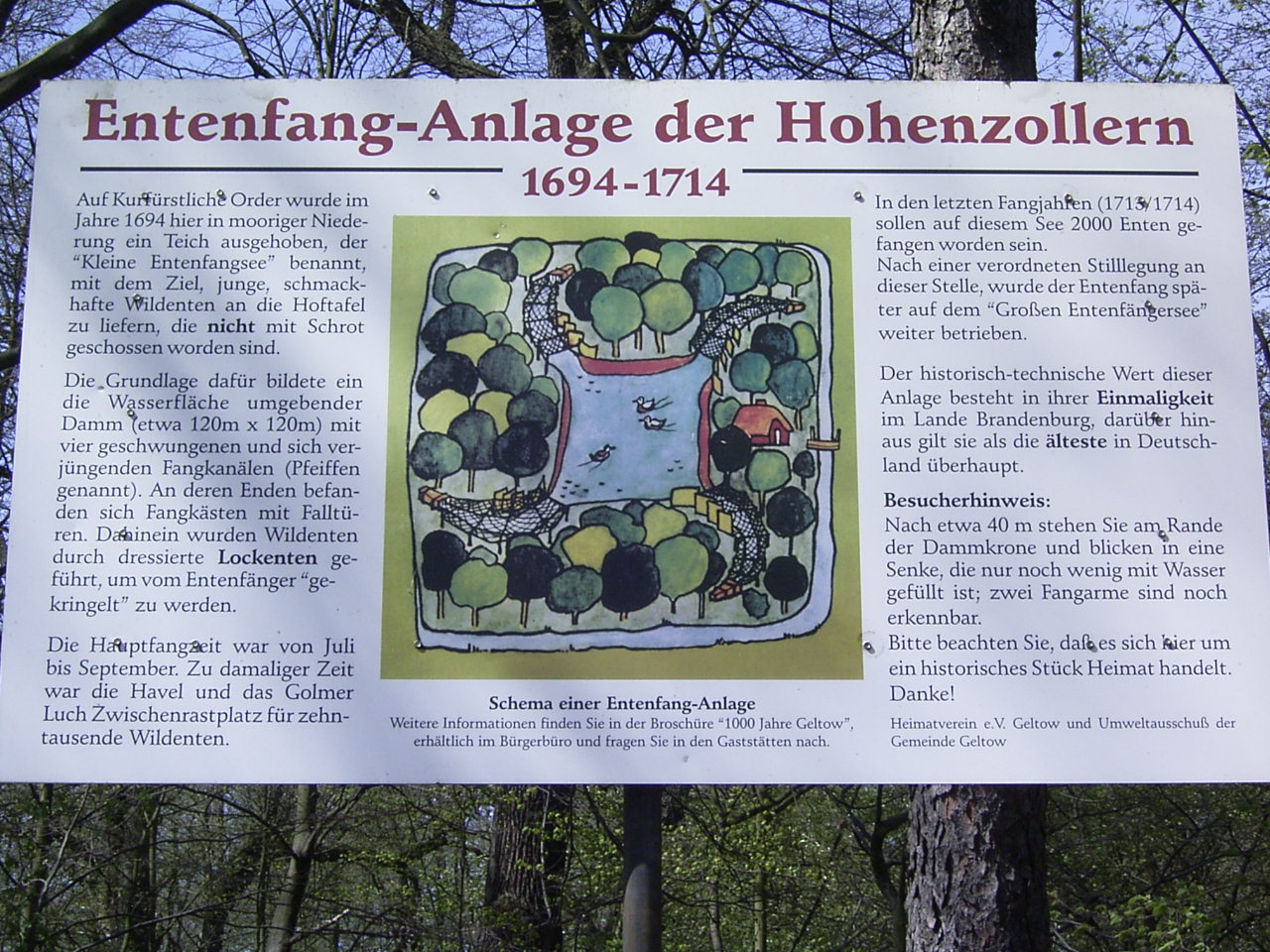
Kleiner Entenfängerteich, die Entenfang-Anlage

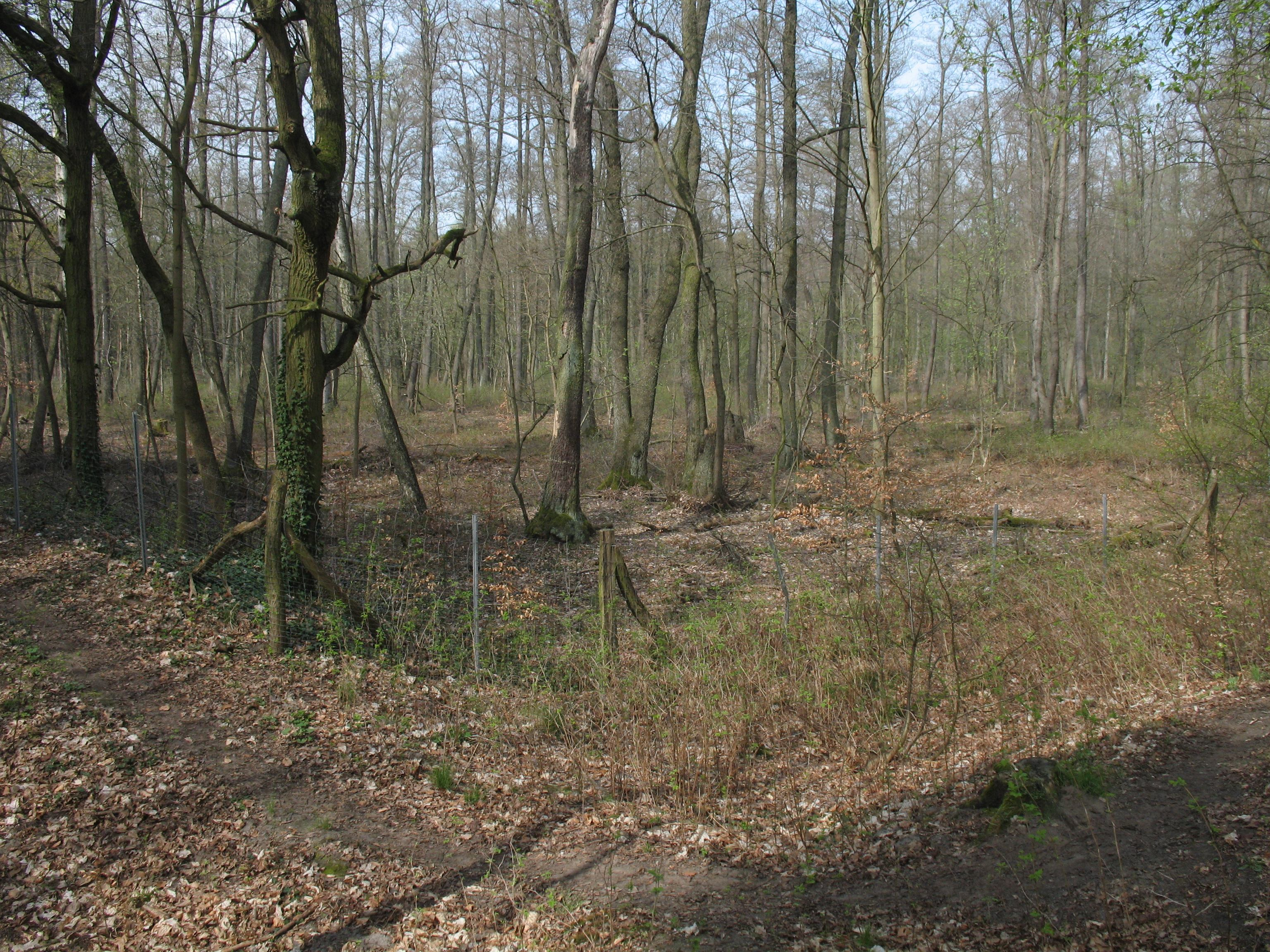
Ehemalige Entenfang-Anlage

Die Bewohner von Werder haben mehr als 360 Jahre den Gallin bewirtschaftet, zuerst für das Kloster Lehnin, ab 1542 bis 1685 als Pächter auf dem Domänenland des Amtes Lehnin. Kurfürst Friedrich Wilhelm, der Große Kurfürst, löste die Pachtverhältnisse der Werderaner 1685 auf und zahlte eine Entschädigungssumme von 2600 Reichstalern.
Er siedelte auf dem Gallin und im Golmer Bruch Schweizer Kolonisten an, um die Vieh- und Milchwirtschaft in der Mark zu fördern. Im Herbst 1685 wurden drei große Bauernhäuser für Schweizer Kolonisten auf dem Gallin erbaut. Aus der ehemaligen Domäne, verwaltet vom Amt Lehnin, wurde das Domänen-Vorwerk Gallin. Die Schweizer kamen aus dem Raum Bern und aus dem Aargau, sie haben Acker- und Viehwirtschaft auf dem Gallin betrieben. Nachdem die Erbpachtverträge 1722 endgültig abgelaufen waren, lebten die Schweizer Kolonisten nur noch im benachbarten Nattwerder, Golm und in Töplitz.
Im Verlaufe von 140 Jahren gab es folgende Pächter auf dem Gallin
- Georg Graf von Schlieben mit der Königlichen Parforcejagd,
- das Potsdamer Militärwaisenhaus,
- Bornstedter Kossäten und
- die Innung der Potsdamer Fleischer. Die Innung der Fleischer konnte 1851 den Gallin als ihr Eigentum erwerben. Die Bezeichnung war nun nicht mehr „Domänen-Vorwerk Gallin“, sondern „Gut Gallin“.

1864 verkaufte die Innung der Fleischer den Gallin an das Haus Hohenzollern, er wurde nun deren Privateigentum. Die Bezeichnung des Gallin war von nun ab Königlicher Gutsbezirk Gallin. Der Gallin wurde aufgeforstet und mit dem Königlichen Wildpark als Jagdgebiet verbunden. Man pflanzte Kiefern, Birken, Buchen und Eichen. Vier Alleen wurden im Lauf der Jahre angelegt: Die Königspromenade (heute Waidmannspromenade) mit vier Reihen Eichen, den Weg nach Bornstedt als Eichenallee (heute Fuchsweg), die Kastanienallee (heute Amselweg) und die Pappelallee, ehemals der Fahrweg zum Galliner und zum Golmer Damm (heute Schweizer Straße). 1694 hatte Kurfürst Friedrich III. im angrenzenden Bereich des Gallin mit dem Kleinen Entenfänger eine erste Entenfang-Anlage einrichten lassen. Hier sollte die hohenzollernsche Hoftafel bereichert werden. Der Hofbauinspektor Ludwig Persius errichtete 1841 das Entenfängerhaus, von dem heute noch Teile erhalten sind.
1878 erfolgte der Zusammenschluss mit dem Krongut Bornstedt und das neue Krongut erhielt die Bezeichnung Krongut Bornstedt-Gallin. 1928 wurden die Teile von Bornstedt-Gallin wieder geteilt. Auf dem Gallin begann eine neue Besiedlungsgeschichte. Das Haus Hohenzollern ließ durch eine Gesellschaft den Gallin parzellieren und Grundstück für Grundstück verkaufen und bei Bedarf bebauen. Bereits 1926 siedelte sich Wilhelm Görrissen auf Reichsbahngelände auf dem sogenannten „Hörnchen“ an. Dort gründete er 1928 seine kleine Schiffswerft, die bis heute Bestand hat.

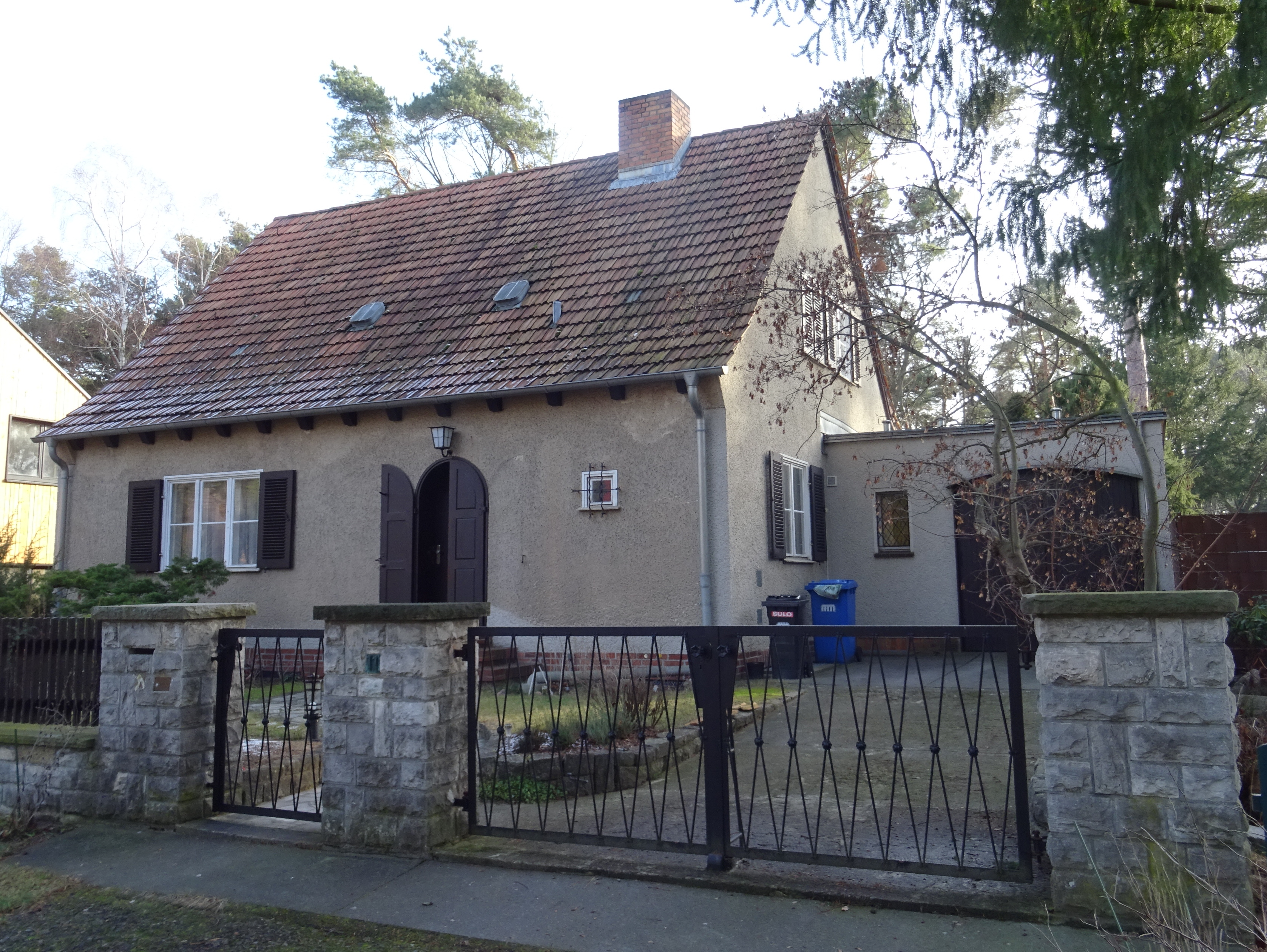
Denkmalgeschütztes Wohnhaus von Estorff & Winkler, Amselweg 11

Ab 1928 wurde die Otto v. Estorff & Gerhard Winkler Villensiedlung mit dem Namen Wildpark-West geplant. Die beiden Potsdamer Architekten haben zwischen 1933 und 1944 mit ihren Entwürfen das gesamte Baugeschehen in der Siedlung bestimmt. Fast alle Landhäuser, Wohnhäuser, kleine gemauerte Wochenendhäuser, sämtliche Holzhäuser und sogar die standardisierten Geräte-Schuppen sind nach ihren Entwürfen errichtet worden. Nur wenige Bauherren haben von anderen Unternehmen, jedoch nach den Vorgaben des Architektenbüros, Häuser in Wildpark-West bauen lassen. Die ersten beiden Wohnhäuser waren Doppelhäuser und wurden im Herbst 1933 in der Eichenallee und Am Wasserwerk fertiggestellt. Bis 1938 waren erst 45 Wohnhäuser und etwa 12 bis 15 kleine Wochenendhäuser aus Holz und auch ziegelgemauert errichtet worden.
Anfang 1945 sollen in der Siedlung 230 Einwohner gemeldet gewesen sein. Sie wohnten in etwa 65 massiven Eigenheimen. Es könnte mehr als 70 Wochenendlauben (Behelfsheime) aus Holz gegeben haben. Im April 1945 haben vermutlich 450 Personen in der Siedlung gelebt, darunter Vertriebene aus dem deutschen Osten und Bombenflüchtlinge, Berliner und Potsdamer. Ende der 1960er und Anfang der 1970er Jahre entstanden in Wildpark West viele Ferienobjekte von Volkseigenen Betrieben. Ebenso entstanden in den folgenden Jahren viele Eigenheime von hochrangigen Offizieren und Generalen der NVA. Es bestand außerdem eine regelmäßige Fährverbindung zur gegenüberliegenden Insel Werder.
Mitte 2007 waren 771 Personen in Wildpark-West gemeldet, davon hatten 101 Personen ihren zweiten Wohnsitz in der Siedlung. 2008 hatten 527 Einwohner in Wildpark-West das Wahlrecht. Zwei Jahre später, im Oktober 2010, hat sich die Zahl der Einwohner mit Wahlrecht auf 605 erhöht.

## Persönlichkeiten
- Erwin Engelbrecht (1891–1964), deutscher Offizier, zuletzt General der Artillerie der Wehrmacht
- Werner Dissel (1912–2003), deutscher Schauspieler, Regisseur und Hörspielsprecher